# 德尼普羅韋
48°20′7″N 35°8′33″E / 48.33528°N 35.14250°E
第聶伯羅韋（烏克蘭語：Дніпрове）是烏克蘭中部的村莊，隸屬第聶伯羅彼得羅夫斯克州的第聶伯羅區。該村處於第聶伯河右岸，距離舊科達基2公里，海拔高度81米，2001年人口204。